# Україна — В'єтнам (товариство)
Товариство «Україна — В'єтнам» — всеукраїнська громадська організація, метою діяльності якої є сприяння розвитку співробітництва між громадянами України і В'єтнаму.
Є членом громадської організації Товариство «Україна — Світ» (з 1991).

## Історія
19 січня 1966 р. було створене Українське відділення Товариства радянсько-в'єтнамської дружби.
28 червня 1991 р. було засноване Товариство «Україна-В'єтнам» як всеукраїнська громадська організація. Дипломатичні відносини між Україною та В’єтнамом було встановлено 23 січня 1992 року.
12 березня 2015 року у Будинку зв'язку в Києві відбулося урочисте підписання між Укрпоштою та громадською організацією «Товариство „Україна-В'єтнам“» Меморандуму про взаємодію у сфері надання послуг з пересилання міжнародних поштових переказів між Україною та В'єтнамом.
З 15 по 22 травня 2015 року товариство ініціювало експозицію документальної фотовиставки «Хо Ши Мін та Україна» в приміщенні Національної парламентської бібліотеки України.
У 2016 році товариство святкувало 50-річчя. Привітав організацію Арсеній Яценюк.
5 червня 2018 року товариство стало одним з організаторів фотовиставки у Верховній Раді України «В'єтнам: країна та люди».
21 червня 2018 року у Львові пройшов День В'єтнаму за участю товариства.

## Діяльність

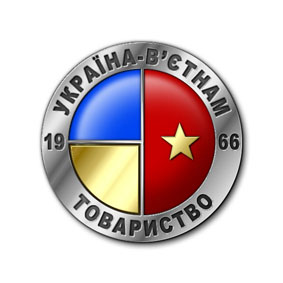
Знак до 50-річчя Товариства «Україна-В'єтнам»

У В'єтнамі діє група випускників українських вищих навчальних закладів. Вона підтримує контакти з неформальними регіональними (київським, харківським, одеським тощо) клубами випускників українських ВНЗ у В'єтнамі, заохочує зустрічі їхніх членів з викладачами, друзями в Україні, сприяє реалізації двосторонніх ділових ініціатив.

## Голови
- (1966—1979) Барановський Анатолій Максимович
- (1979—1987) Козерук Василь Петрович
- (1987—1999) Гавриленко Микола Мефодійович
- (1999—2005) Борзов Валерій Пилипович
- (з 2005) Шлапак Олександр Віталійович

## Нагороди та відзнаки
- орден Дружби — найвища нагорода В'єтнаму за розвиток двосторонніх зв'язків. Вручено у 2015 р., напередодні 50-річного ювілею створення.